# Stijn van Gassel
Stijn van Gassel (Ysselsteyn, 17 de octubre de 1996) es un futbolista neerlandés que juega como portero en el Excelsior Róterdam de la Eredivisie.

## Trayectoria

### Helmond Sport
Debutó como profesional en la Eerste Divisie con el Helmond Sport el 22 de abril de 2016 en un partido contra el FC Oss. En la temporada 2016-17 jugó los últimos partidos debido a la lesión del portero titular Ferhat Kaya. En esa misma temporada, firmó una ampliación de contrato con el Helmond Sport hasta 2019. Debido a la marcha de Kaya, Van Gassel se convirtió en el portero titular del Helmond Sport de cara a la temporada 2017-18.

### Excelsior Rotterdam
El 12 de marzo de 2021 rechazó una oferta del Helmond Sport para prolongar su contrato, con el fin de buscar una oportunidad de jugar a un nivel superior. El 31 de mayo de 2021 acordó su fichaje por el Excelsior Róterdam con un contrato de dos años a partir del 1 de julio. Debutó con el club en la primera jornada de la temporada 2021-22 en una derrota en casa por 1-0 ante el FC Oss. Este partido también supuso su aparición como profesional número 150.

## Estadísticas

### Clubes
Actualizado al último partido disputado el 29 de octubre de 2024.
| Helmond Sport · Países Bajos          | 2.ª           | 2015-16       | 2   | 1   | 0 | 0  | ― | ― | 2   | 1   |
| Helmond Sport · Países Bajos          | 2.ª           | 2016-17       | 11  | 14  | 0 | 0  | ― | ― | 11  | 14  |
| Helmond Sport · Países Bajos          | 2.ª           | 2017-18       | 38  | 67  | 1 | 5  | ― | ― | 39  | 72  |
| Helmond Sport · Países Bajos          | 2.ª           | 2018-19       | 38  | 72  | 1 | 5  | ― | ― | 39  | 77  |
| Helmond Sport · Países Bajos          | 2.ª           | 2019-20       | 29  | 62  | 1 | 2  | ― | ― | 30  | 64  |
| Helmond Sport · Países Bajos          | 2.ª           | 2020-21       | 35  | 65  | 1 | 4  | ― | ― | 36  | 69  |
| Helmond Sport · Países Bajos          | Total club    | Total club    | 153 | 281 | 4 | 16 | 0 | 0 | 157 | 297 |
| Excelsior Róterdam · Países Bajos     | 2.ª           | 2021-22       | 42  | 63  | 2 | 4  | ― | ― | 44  | 67  |
| Excelsior Róterdam · Países Bajos     | 1.ª           | 2022-23       | 34  | 71  | 0 | 0  | ― | ― | 34  | 71  |
| Excelsior Róterdam · Países Bajos     | 1.ª           | 2023-24       | 38  | 82  | 0 | 0  | — | — | 38  | 82  |
| Excelsior Róterdam · Países Bajos     | Total club    | Total club    | 114 | 216 | 2 | 4  | 0 | 0 | 116 | 220 |
| NEC Nimega · Países Bajos             | 1.ª           | 2024-25       | 2   | 4   | 1 | 3  | ― | ― | 3   | 7   |
| NEC Nimega · Países Bajos             | Total club    | Total club    | 2   | 4   | 1 | 3  | 0 | 0 | 3   | 7   |
| Total carrera                         | Total carrera | Total carrera | 269 | 501 | 7 | 23 | 0 | 0 | 276 | 524 |
| (1) Hace referencia a goles encajados |               |               |     |     |   |    |   |   |     |     |